# Cirkulationsplats
| Cirkulationsplats |
| --- |
| En cirkulationsplats i Hjorthagen i Stockholm. - Betydelse – cirkelformad korsning - Egenskaper – självreglerande kösystem, minskar olycksrisken - Ersätter – vägkorsning med trafikljus - Annat ord – rondell |

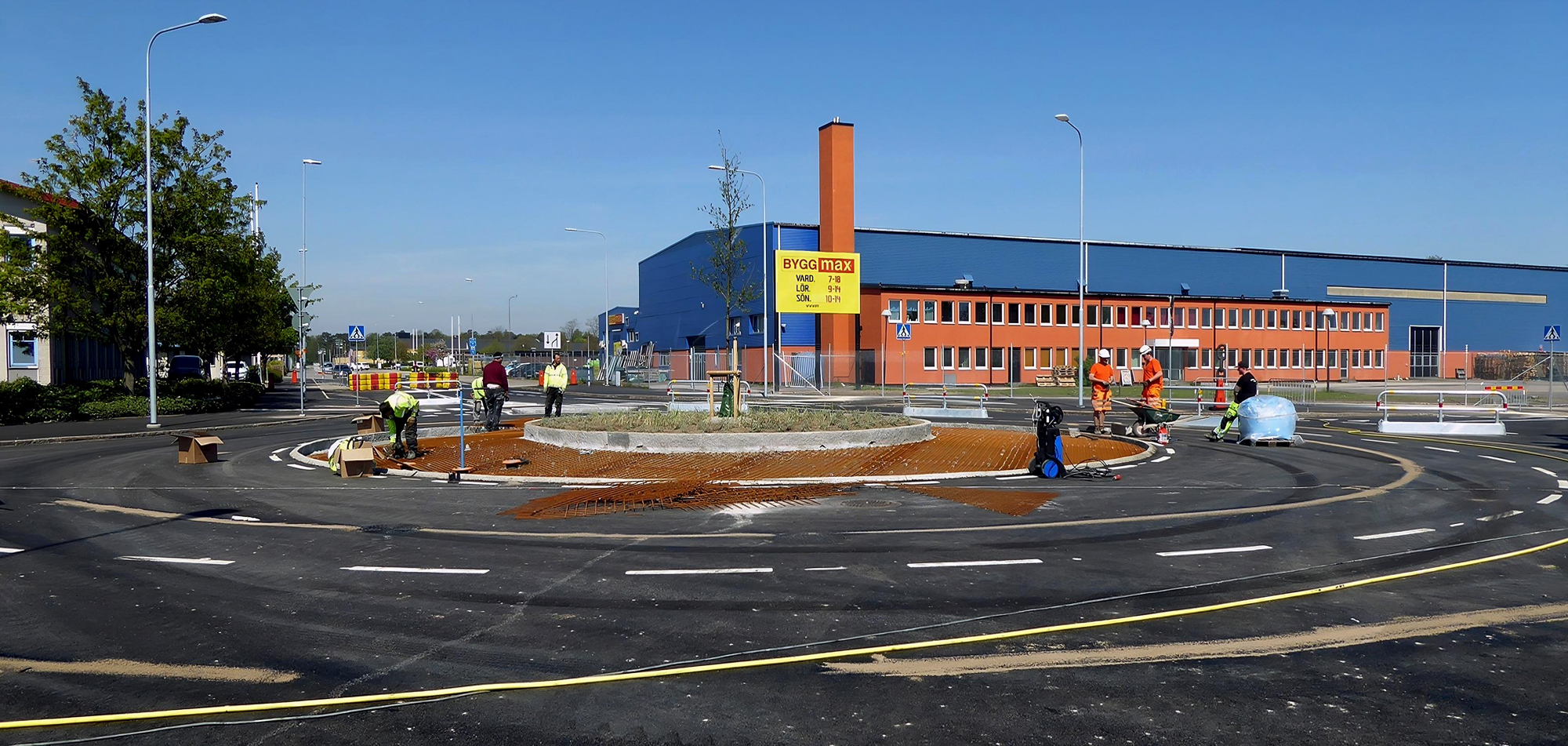
En Rondell anläggs vid Södra Dragongatan i Ystad 2017.

Det finns få konfliktpunkter i en cirkulationsplats jämfört med en traditionell korsning

Det europeiska vägmärket för cirkulationsplats

Det svenska varningsmärket för cirkulationsplats. De flesta länder i Europa har liknade med vit bakgrund

Vägmärket i USA och Kanada för cirkulationsplats, samt spegelvänt i Irland

Vägmärket i Australien för cirkulationsplats (vänstertrafik)

En cirkulationsplats är en cirkelformad korsning med speciella trafikregler. Den är placerad i en vägkorsning men är numera ofta – bland annat i Sverige – definierad som en cirkelformad väg kring ett nav. Många kallar felaktigt hela cirkulationsplatsen för rondell, men rondellen är bara navet, ofta gräs- eller grustäckt, ibland försedd med en utsmyckning.
Cirkulationsplatser är ett vanligt alternativ till vägkorsning med trafiksignal, inte minst där flera vägar möts utanför stadsmiljö. Även i gatumiljö har de under senare decennier blivit vanligare i bland annat Europa och delar av Asien, bland annat med motiv som ökad trafiksäkerhet och självreglerande kösystem.

## Beskrivning
En cirkulationsplats beskrevs förr i bland annat Sverige som en vägkorsning med en cirkelformad refug i mitten, men en  cirkulationsplats är idag i bland annat Sverige att betrakta som en cirkelformad väg kring ett nav. Det första synsättet innebar att man måste indikera planerad färdväg med blinkers när man körde in korsningen, på samma sätt som när man kör in i korsningar. Det andra synsättet innebär att man måste ge tecken om filbyte bland annat när man tänker köra ut ur cirkulationen, medan tecken om planerad färdväg vid infart i cirkulationen rekommenderas men inte är ett krav.
I länder med högertrafik kör trafiken moturs i cirkulationsplatser, och medurs vid vänstertrafik. I många men inte alla länder med högertrafik gäller inte högerregeln (och motsvarande vid vänstertrafik). Istället måste inkommande trafik vanligen lämna företräde, för att köer ska undvikas inne i cirkulationen. När fordon kör ut ur cirkulationen blir det en lucka ledig som andra fordon kan ta, och kapaciteten kan således vanligen utnyttjas effektivt utan att reglering med trafikljus eller polismans tecken behövs. Cirkulationen syftar på så sätt till att utgöra ett självreglerande autonomt kösystem. Cirkulationsplatser har också fördelen framför vägkorsningar att kollisioner sällan leder till allvarliga olyckor, eftersom cirkulationer konstrueras så att fordon sällan kör vinkelrätt in i sidan på varandra. Olyckor med plåtskador på fordonen är dock vanliga, särskilt i cirkulationsplatser med två filer där fordon måste byta fil för att komma ut.
Cirkulationsplatser är vanliga i Europa, och i ökad utsträckning också utanför Europa, i stället för korsningar med trafiksignal. De minskar antalet platser där svåra olyckor kan ske. Hastigheten i dem sänks jämfört med i vanliga korsningar, vilket leder till färre olyckor med personskador.
Ordet rondell syftar i svenskan formellt och traditionellt på navet, den cirkelformade trafik-ön i mitten av cirkulationsplatsen. Ordet har dock i allmänt tal kommit att stå för hela korsningen, bland annat för att cirkulationsplats kan anses svårare att uttala och skriva. Detta kan orsaka viss förvirring kring lagar eftersom en rondell inte nödvändigtvis behöver befinna sig i en cirkulationsplats. Det finns vanliga korsningar med rondeller, och där gäller i allmänhet högerregeln. Som tur är indikeras väjningsplikter med skyltar med symboler, inte efter korsningarnas namn.

## Historia och utveckling
Den franske arkitekten Eugène Hénard (1849–1923) presenterade i en principskiss från 1903 sina tankar kring nya cirkulationssystem i Paris, vilket lade grunden för den moderna cirkulationsplatsen.
Den första cirkulationsplatsen byggdes i Letchworth Garden City i Storbritannien 1906.
Man har byggt många cirkulationsplatser på senare år. År 1997 fanns 30-40 000 cirkulationsplatser i världen. År 2013 fanns omkring 60 000, varav 30 000 i Frankrike USA:s första cirkulationsplats byggdes 1990 i Nevada och sedan dess följts av 3 000 till. I Australien finns 8 000 cirkulationsplatser.
En period under 1980-talet byggdes färre cirkulationsplatser eftersom det skedde många olyckor. Senare har man kommit underfund med att det är till störst del plåtskador men nästan inga personskador i cirkulationsplatser, eftersom hastigheten är låg och krockar sker i sned vinkel. Eftersom personskadesäkerheten visat sig vara bättre än i någon annan typ av korsning i plan har byggnationen av cirkulationsplatser ökat igen.

## Cirkulationsplatser i Sverige

### Vad svensk lag/förordning säger
För att en plats ska vara cirkulationsplats i svensk lags mening, måste den vara utsedd till det i en lokal trafikföreskrift samt vara utmärkt med ett vägmärke för cirkulationsplats. Observera att vissa korsningar ser ut som cirkulationsplatser, men saknar vägmärket. I dessa fall gäller inte reglerna för cirkulationsplats.
En förare som kör in i cirkulationsplatsen har väjningsplikt mot varje fordon som redan finns där. Väl inne måste man köra motsols runt rondellen. När en förare kör ut ur cirkulationsplatsen skall föraren köra med låg hastighet och likt svängning vid vägkorsning lämna företräde åt cyklister och mopedförare som är ute eller skall just färdas ut på en obevakad cykelpassage.
Bara fordon som går i linjetrafik eller är skolskjuts får stanna eller parkera i cirkulationsplatsen på angiven busshållplats.

### Vägverkets anvisningar
Den numera nerlagda myndigheten Vägverket (idag ersatt av Trafikverket) angav på sin webbplats "hur man ska köra i en cirkulationsplats" genom att hänvisa till broschyren Att köra i cirkulationsplats. Där återges vad Trafikförordningen föreskriver (se ovan) att lagen numera inte kräver att man ger tecken om planerad färdväg vid infart eftersom dagens cirkulationsplatser kan vara stora och den informationen inte är intressant för övriga trafikanter. Tecken vid infart är dock rekommenderat i körkortsundervisning för att undvika missförstånd. Dock ska man aldrig fortsätta att visa tecken för vänstersväng då man högerut svänger ur cirkulationsplatsen. Man ska alltid visa tecken för högersväng när man lämnar cirkulationen.
Dokumentet innefattar följande anvisningar om hur man ska köra:
- Ge tecken när man byter körfält eller annars flyttar sig i sidled.
- Ge tecken till höger när man kör ut ur cirkulationen.
- Om man befinner sig i annat än höger körfält när man vill köra ut ur cirkulationen, måste man vara extra uppmärksam på fordon till höger eftersom de inte säkert ska köra ut.

## Cirkulationsplatser per län år 2020
- Västra Götaland – 832
- Stockholm – 525
- Skåne – 478
- Halland – 188
- Östergötland – 178
- Jönköping – 160
- Södermanland – 154
- Norrbotten – 142
- Dalarna – 134
- Uppsala – 118
- Kronoberg – 111
- Örebro – 105
- Västerbotten – 102
- Västmanland – 82
- Gävleborg – 84
- Västernorrland – 83
- Värmland – 91
- Kalmar – 88
- Blekinge – 52
- Jämtland – 35
- Gotland – 20
- Källa: SCB:s senaste statistik från 2020.

## Offentlig konst i cirkulationsplatser
Från 2006 och några år framåt var de också en vanligt förekommande plats för gatukonst i form av rondellhundar, vilka placerades ut av anonyma personer. Den första rondellhunden placerades i Nygårdsrondellen i Linköping, vars konstverk Cirkulation II av Stina Opitz   vandaliserats och ersatts av en amatörtillverkad hundfigur.

## Landskapsgestaltningar och offentlig konst (bilder)

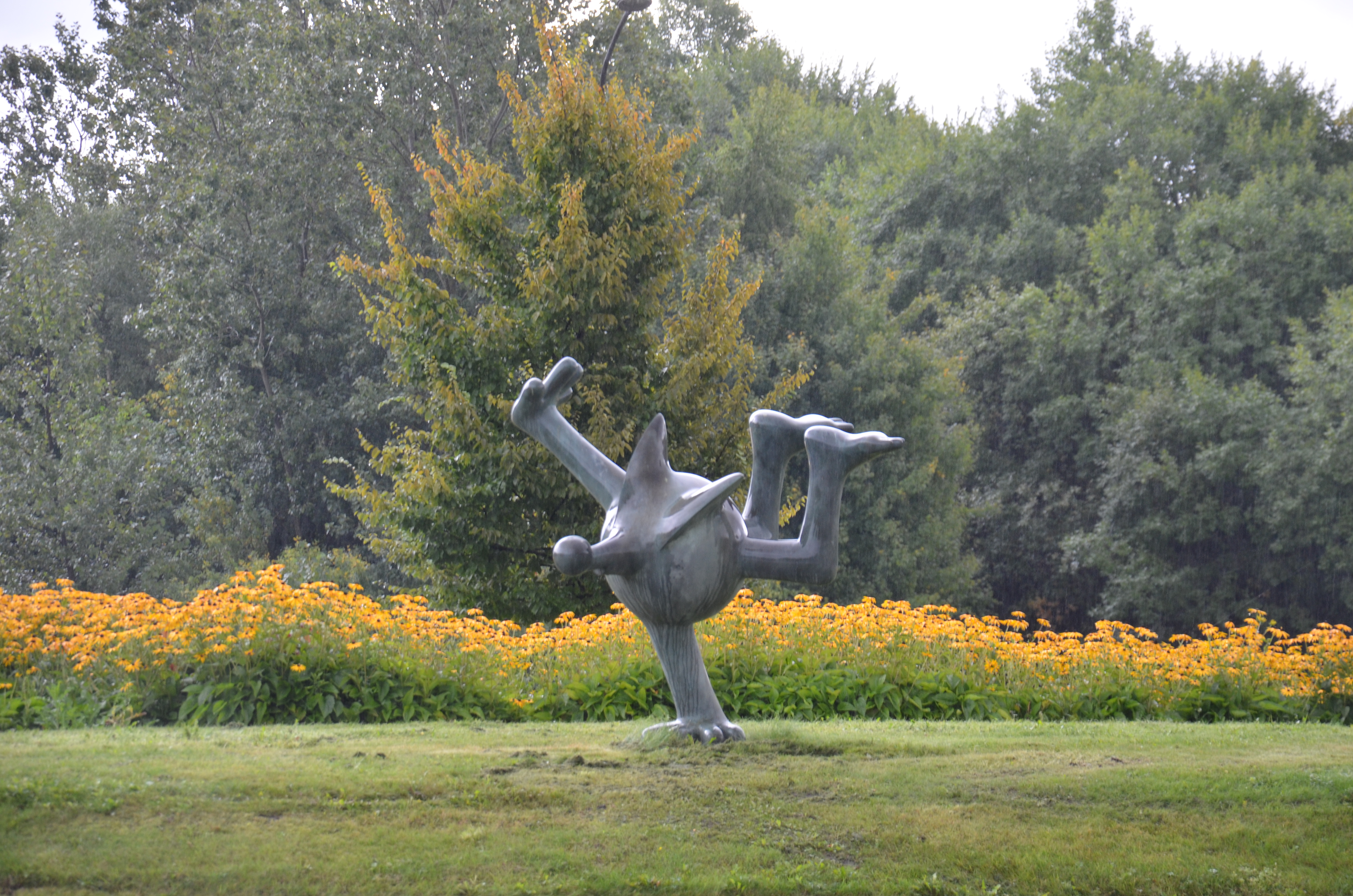
Pivo av Johan Wiking i Ekelendsrondellen i Huvudsta i Solna
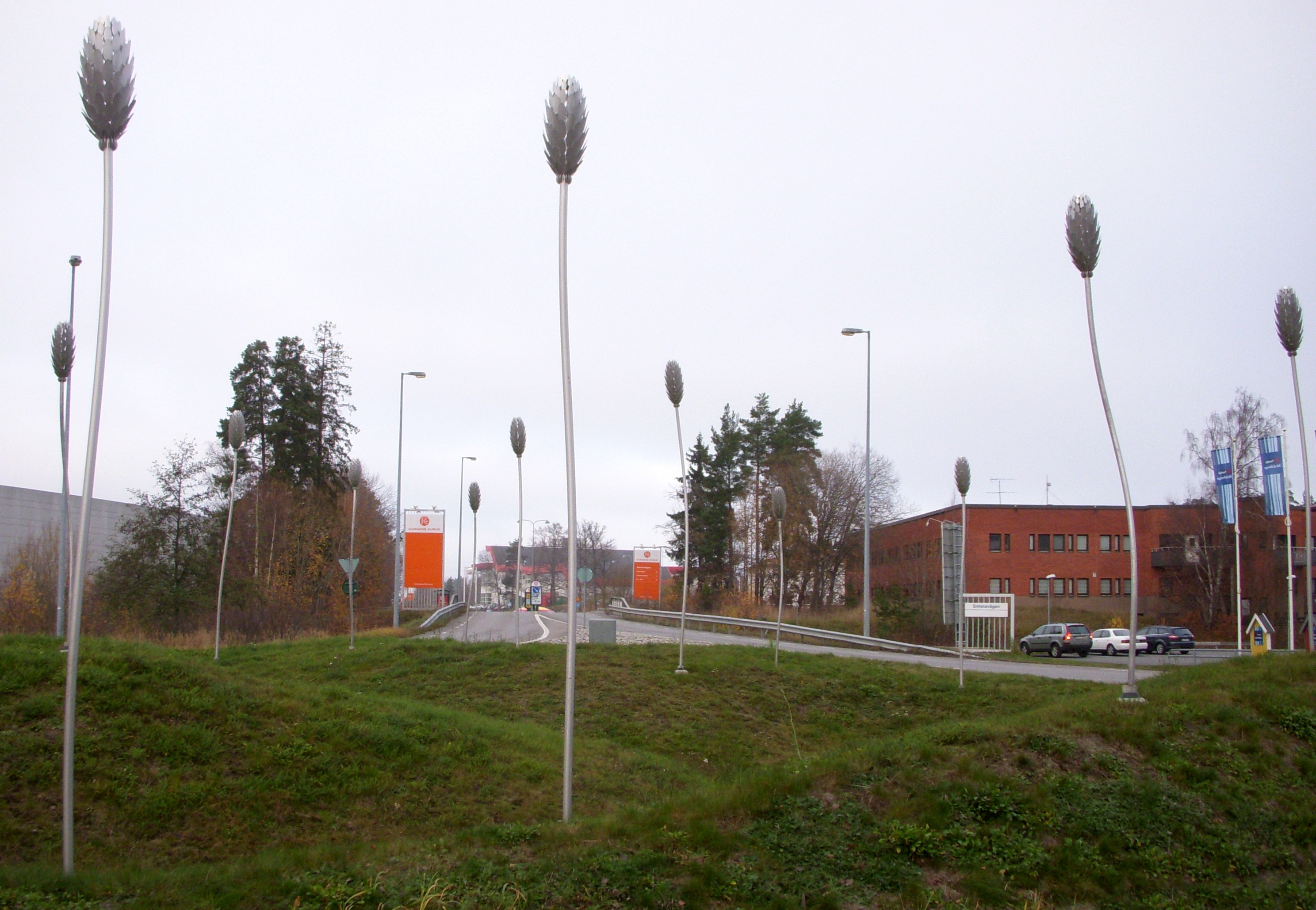
Oas av Thomas Nordström i västra Kungens Kurva i Huddinge
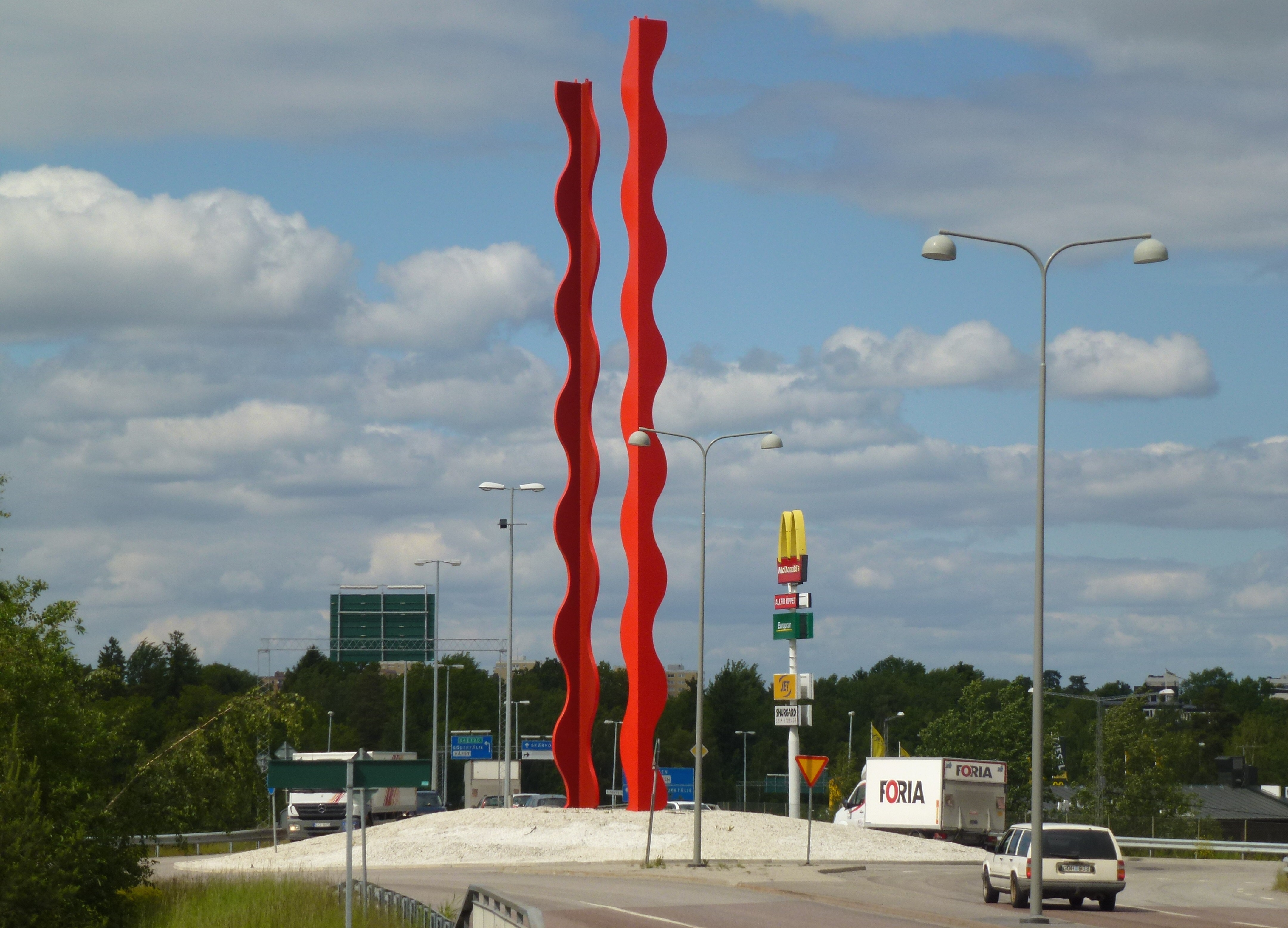
Vågat möte av Mats Olofgörs i södra rondellen i Lindvretens trafikplats i Huddinge
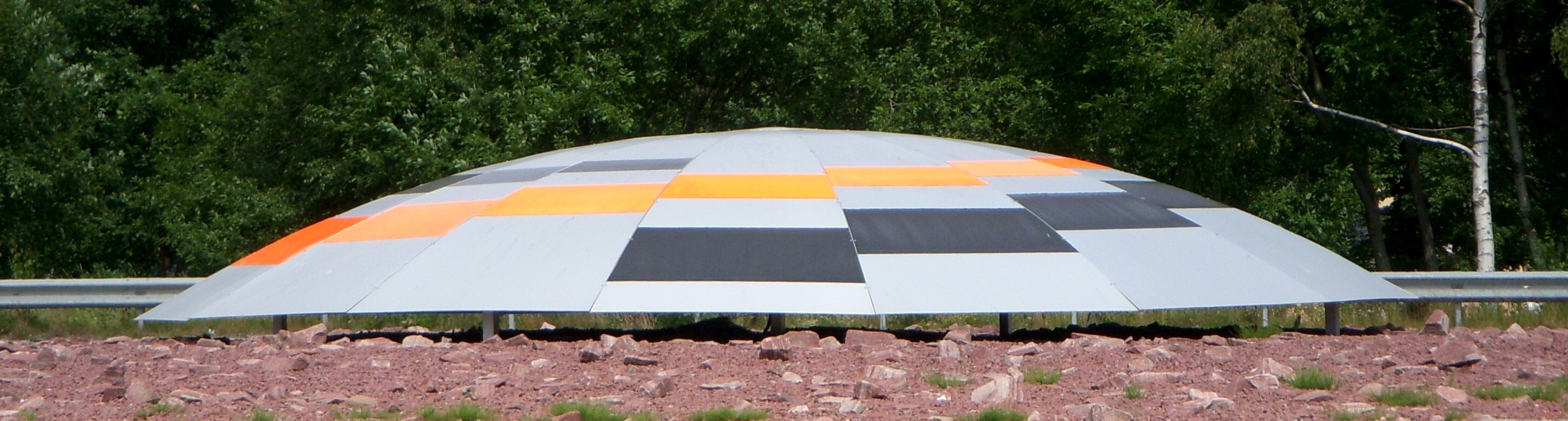
Lysande tefat av Maria Ängquist-Klyvare i Kungens Kurva i Huddinge
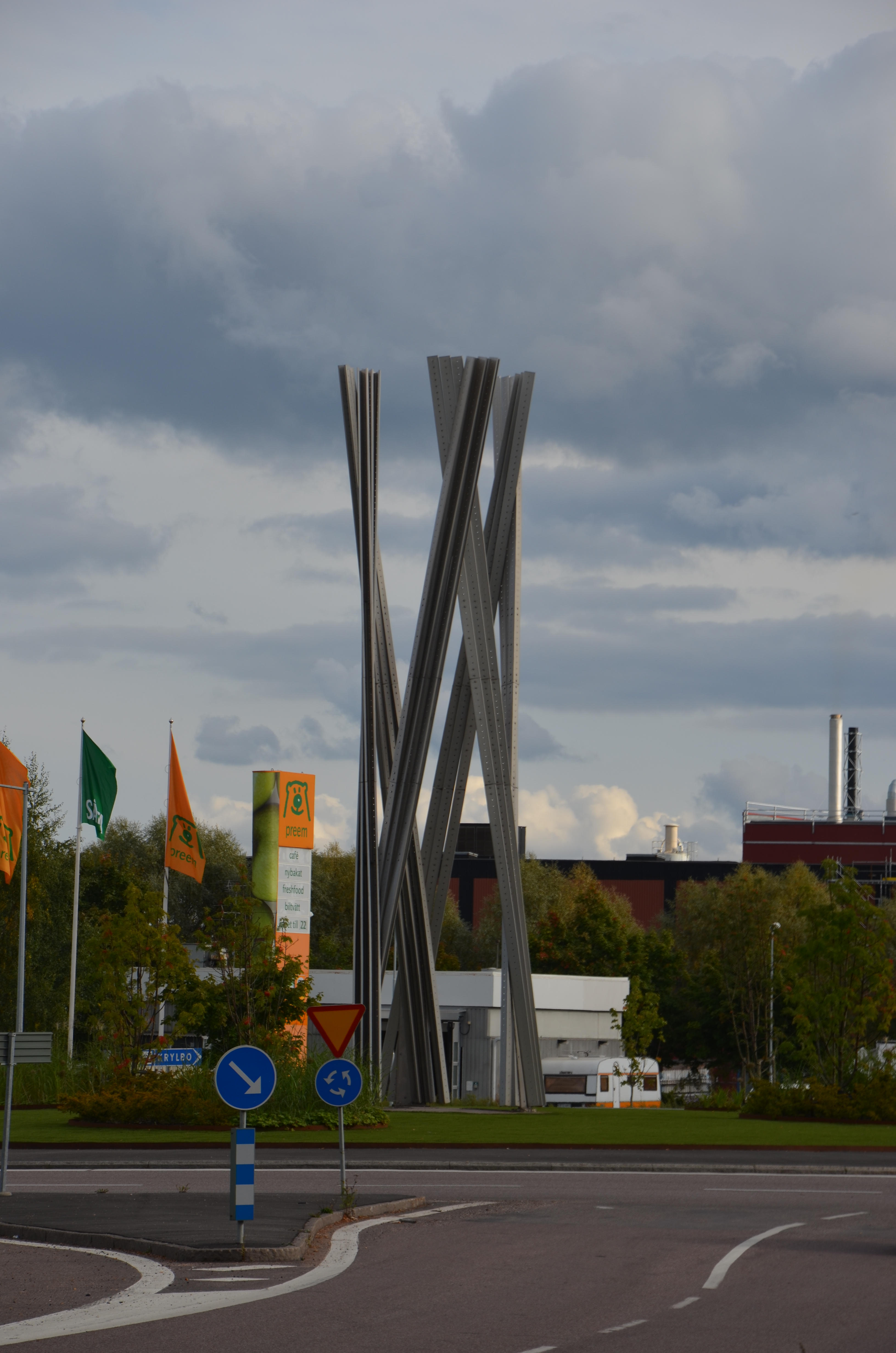
Skulptur i rondell vid riksväg 68 i Avesta
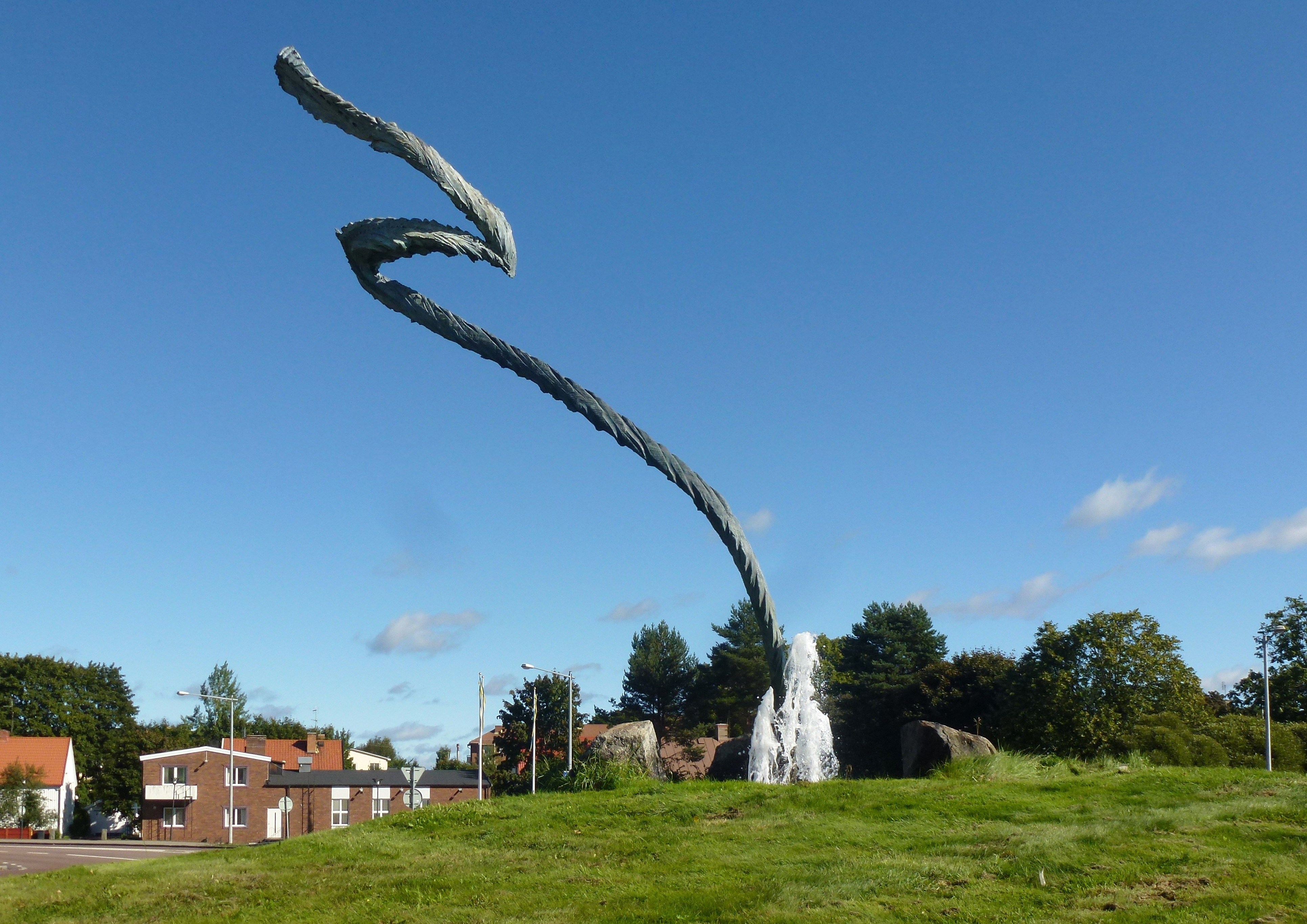
Blixten av Richard Brixel i Ludvika